# Abercraf
Abercraf är en by i Powys i Wales. Byn är belägen 51,3 km 
från Cardiff. Orten har 698 invånare (2016).